# Dashtakar
Dashtaqar là một đô thị thuộc tỉnh Ararat, Armenia. Dân số ước tính năm 2011 là 691 người.